# Тихоокеанский океанологический институт имени В. И. Ильичёва ДВО РАН
Тихоокеанский океанологический институт им. В. И. Ильичева Дальневосточного отделения Российской Академии наук (ТОИ ДВО РАН) — научно-исследовательское учреждение, в задачи которого входит комплексное исследование Мирового океана. ТОИ ДВО РАН был создан в 1973 году во Владивостоке Постановлением Президиума АН СССР на базе Тихоокеанского отделения Института океанологии имени П. П. Ширшова АН СССР.

## История
В организацию института большой вклад внесли заместитель директора ИО АН СССР И. Е. Михальцев и руководитель Тихоокеанского отделения ИО АН СССР Н. П. Васильковский. Огромная заслуга в становлении и развитии института, формировании его основных научных направлений принадлежит академику Виктору Ивановичу Ильичёву, который был директором института с 1974 по 1994 год. Его имя присвоено институту в 1999 г.

## Деятельность
Основные направления исследований института — акустика и физика океана и атмосферы, геохимия и экология океана, геология и геофизика, спутниковая океанология.
В институте имеется аспирантура, принимаются к защите кандидатские и докторские диссертации.

## Научная база
У института есть 2 морские экспериментальные станции, одна из которых расположена на острове Попова в заливе Петра Великого, а другая — на полуострове мыс Шульца вблизи бухты Витязь на берегу Японского моря. Для научных морских экспедиций в открытом океане сотрудники института используют научные суда Дальневосточного отделения РАН.

## Сотрудники
- Семилетов, Игорь Петрович